# Los reyes del rap
Los reyes del rap es el nombre de un álbum recopilatorio colaborativo del cantante puertorriqueño de reguetón Ñengo Flow y Los G4. Este fue publicado el 17 de marzo de 2015. Cuenta con las colaboraciones de De La Ghetto, French Montana, Ñejo, Randy, Polaco, entre otros.

## Antecedentes y lanzamiento
La promoción del álbum empezó cuando en diciembre de 2012 el artista dijo en Twitter que se retiraría, pero luego terminó aclarando que simplemente se retiraría del reguetón para hacer rap, lo cual fue totalmente mentira ya que el artista se mantuvo haciendo reguetón mientras promocionaba su nuevo proyecto totalmente de rap. El álbum tuvo mucha promoción con muchos sencillos que al final no lograron salir en la versión final de este como lo es «Vuelve el león» junto al rapero Tempo, «Aquí no caben los cobardes» y «Los reyes del rap» junto a I-Majestad.
Si bien el álbum se tardó demasiado en su lanzamiento ya que se postergó varias veces, primero se anunció para finales de 2013, posteriormente se anunció para octubre de 2014, también se anunció para el 6 de enero de 2015. Finalmente se lanzó en la fecha del 17 de marzo de ese año. El artista Farruko fue uno de los tantos artistas que ayudaron en la promoción de este álbum diciendo que Ñengo Flow fue de los primeros en creer en el, también aclaró que el álbum era un discazo de puro rap verdadero.
Se anunciaron participaciones de artistas como Mexicano 777, MC Ceja, entre otros raperos de la vieja guardia del rap pero al final no salieron en él.

## Promoción

### Sencillos promocionales
El primer sencillo promocional del disco se tituló «Corta y palo» que fue lanzado el 20 de septiembre de 2014, posteriormente se lanzó vídeo musical de este el 26 de mayo de 2015.
El sencillo «Haciéndolo» fue el segundo sencillo promocional oficial del álbum, este también se postergó pero esta solo una vez y fue ya que dada la fecha era el 6 de enero pero finalmente salió 13 de enero de 2015. Anteriormente a esto De La Ghetto había confirmado su participación en este disco. El tema fue una colaboración junto a De La Ghetto y el cual lo describió como un tema romántico.

«Nos vamos por la línea romántica y le cantamos a la mujer pero con respeto. Ya estamos cuadrando para hacer pronto el video» explicó sobre dicho sencillo.

La producción estuvo a cargo de los productores del artista, en este caso de Sinfónico y Onyx, produciendo totalmente todas las canciones del álbum. Además contó con la participación de Franco El Gorila en su nuevo tema con Ñengo Flow.

«Tengo mis fanáticos que me piden el liriqueo ese fuerte de calle y decidí hacer una pausa en lo que es el reguetón para producir este disco de ‘Los Reyes del Rap’ y con eso es que estamos dando duro en la calle» expresó el intérprete sobre sus letras que en realidad reflejan su desahogo de vivencias propias y ajenas.

El artista también explico por qué decidió un proyecto poco comercial a pesar de haber tenido éxito en el mercado contrario.

«No hice rap por hacerlo porque no todos los temas son de maleanteo. Escogí hacer este proyecto porque es el fuerte mío y es lo que me llena. Obviamente el reguetón tiene más salida y es más bailable pero también tenía fanáticos que estaban hambrientos de ese flow y los vamos a complacer también» sostuvo el artista.

## Recepción
El álbum debutó en la posición número uno en la lista US Latin Albums Billboard.

## Lista de canciones
| N.º | Título                                    | Duración |  |
| 1.  | «Mi vida» (con Gallego)                   | 4:41     |  |
| 2.  | «Entramos disparando»                     | 3:36     |  |
| 3.  | «La música» (con Ñejo)                    | 2:58     |  |
| 4.  | «Brincan»                                 | 3:31     |  |
| 5.  | «Moving Kilos» (con French Montana)       | 4:01     |  |
| 6.  | «En mi cama» (con Randy)                  | 4:19     |  |
| 7.  | «Corta y palo»                            | 3:29     |  |
| 8.  | «Glopeta no se callen» (con D.OZi)        | 3:37     |  |
| 9.  | «Versatility»                             | 3:10     |  |
| 10. | «Haciéndolo» (con De La Ghetto)           | 4:00     |  |
| 11. | «Delen pa' atrás» (con Estrada)           | 3:27     |  |
| 12. | «En la zona» (con Chyno Nyno)             | 3:17     |  |
| 13. | «Todo tiene su final» (con Polaco)        | 3:20     |  |
| 14. | «Aquí se te cobra» (con Franco El Gorila) | 4:21     |  |
| 15. | «Los reyes del rap» (con John Jay)        | 3:56     |  |

## Posicionamiento en las listas
| Listas (2015)               | Posición |
| --------------------------- | -------- |
| US Latin Albums (Billboard) | 1        |